# نزلة السرو
قرية نزلة السرو هي إحدى القرى التابعة لمركز أبو قرقاص بمحافظة المنيا في جمهورية مصر العربية. حسب إحصاءات سنة 2006، بلغ إجمالي السكان في نزلة السرو 5365 نسمة، منهم 2766 رجلا و2599 امرأة.